# Сергієвська Лідія Палладіївна
Сергієвська Лідія Палладіївна (рос. Лидия Палладиевна Сергиевская; 1897 — 1970) — російська ботанік, доктор біологічних наук, професор. Здійснила 35 експедицій в різні райони Західного і Східного Сибіру, З них 29 — Забайкаллям. Автор 77 публікацій, в т.ч. «Лікарські рослини Забайкалля» (разом з Є. Д. Петряєвим). Завершила працю, розпочату П. М. Криловим — «Флора Західного Сибіру».